# Foramen vertebral

En una vértebra típica, el agujero vertebral es el foramen (apertura) formado por el segmento anterior (el cuerpo), y la parte posterior, el arco vertebral.
El agujero vertebral comienza en la vértebra cervical #1 (C1 o atlas) y continúa por debajo de la vértebra lumbar #5 (L5).
En su interior encontramos la médula espinal, las raíces de los nervios espinales, la cola de caballo, las membranas meníngeas (duramadre, aracnoides y piamadre), el contenido del espacio epidural (tejido adiposo y plexos venosos vertebrales internos) y el ligamento longitudinal posterior.